# 神戸天然物化学
神戸天然物化学株式会社（こうべてんねんぶつかがく、英: KNC Laboratories Co., Ltd.）は、日本の研究開発受託企業である。

## 概要
研究開発受託会社として1985年に創業。有機合成化学およびバイオケミストリーの技術を用いて、研究・開発・量産ステージにおける支援を主な事業としている。

## 沿革
- 1985年（昭和60年）1月 - 資本金1000万円で神戸天然物化学株式会社設立（神戸市西区）[1]。
- 1988年（昭和63年）
  - 2月 - 岩岡工場開設（神戸市西区）[1]。
  - 5月 - 資本金2500万円に増資[1]。
- 1992年（平成4年）5月 - 資本金5,000万円に増資、東京営業所開設[1]。
- 1993年（平成5年）10月 - 市川研究所開設（兵庫県神崎郡市川町）[1]。
- 1997年（平成9年）8月 - 本社移転（明石市大久保町）[1]。
- 2001年（平成13年）4月 - 出雲工場開設（島根県出雲市）[1]。
- 2002年（平成14年）11月 - 本社移転（神戸市西区 西神工業団地）、神戸研究所開設[1]。
- 2003年（平成15年）
  - 6月 - 大地化成株式会社を買収（2010年10月売却）[1]。
  - 10月 - 米国にKNC Laboratories, Inc.を設立（2007年7月閉鎖）。中国に合弁会社　大神医薬化工（太倉）有限公司を設立[1]。
  - 12月 - 神戸工場開設（本社・神戸研究所と同所在地）[1]。
- 2005年（平成17年）6月 - KNCバイオリサーチセンター開設（神戸市西区 ハイテクパーク）[1]。
- 2007年（平成19年） 
  - 4月 - KNC-筑波ラボラトリー（筑波大学内）開設（2012年3月閉鎖）[1]。
  - 10月 - 大神医薬化工（太倉）有限公司 完全子会社化（2016年12月売却）[1]。
- 2009年（平成21年）10月 - 出雲第二工場開設[1]。
- 2012年（平成24年）8月 - 資本金1億円に増資[1]。
- 2018年（平成30年）3月 - 東京証券取引所マザーズに上場[1]。
- 2019年（令和元年）12月 - 本社・神戸研究所移転（神戸市中央区　ポートアイランド）[1]。